# Crocodylus palustris
El cocodrilo de las marismas (Crocodylus palustris), también llamado cocodrilo iraní, hocicudo, hindú o persa (en Persa گاندو Gandu), es una especie de cocodrílidos que se localiza por todo el subcontinente indio y las fronteras de los países vecinos (Pakistán, Sri Lanka, etc.). En las regiones costeras de Pakistán, por el Makrán y las marismas del delta del Sindh se le conoce como cocodrilo hindú, ya que existe en varias zonas de Bangladés, y partes de Nepal e Irán. En inglés recibe el nombre de Mugger Crocodile. La palabra "mugger" es una transformación de la palabra Hindi/Urdu "magar", que significa monstruo acuático. Y esta, a su vez, deriva de "makara", la palabra usada para referirse a un cocodrilo en sánscrito.  

## Descripción

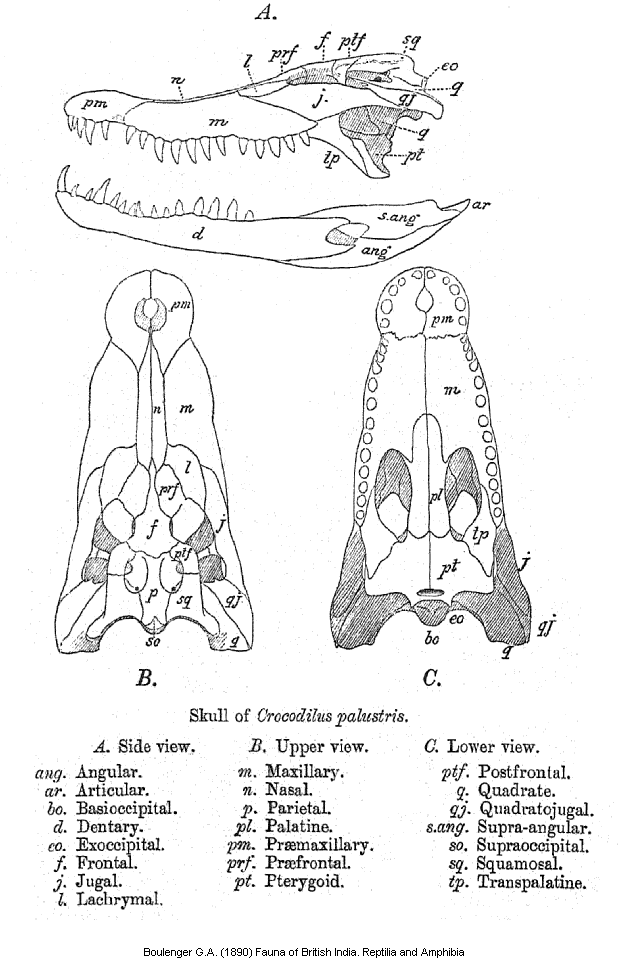
Cráneo del cocodrilo de las marismas.

El cocodrilo de las marismas tiene 19 dientes superiores a cada lado; un morro que tiene de ancho de base entre un tercio y un medio con respecto al largo; una cabeza dura y sin protuberancias; la unión fibrocartilaginosa entre las mandíbulas se extiende hasta el 4º o 5º diente; la sutura maxilar se presenta en el paladar, transversalmente, casi en línea recta, o inclinándose ligeramente; y los huesos nasales separando los premaxilares desde arriba. Cuatro grandes pliegues formando un cuadrado, con otro más pequeño a cada lado; dos pares de pliegues más pequeños formando una serie transversal tras la nuca. El escudo dorsal se encuentra separado del pliegue, las escamas generalmente en 4, raramente en 6, series longitudinales, son más anchas que largas. 16 o 17 series transversales. Escamas en los miembros. Dedos ligeramente palmeados en la base; mientras que los dedos más externos están mucho más palmeados. Bordes dentados en la parte exterior de las patas. Los adultos suelen ser de color oliva oscuro, mientras que los jóvenes son de un color oliva más claro, con ligeras manchas de color negro.
El espécimen hallado en el Museo Británico mide más de 3 metros y medio, 3,62m, pero se cree que pueden sobrepasar los 4 metros de longitud. Generalmente, las hembras miden unos 2.45 metros, mientras que los machos 3 metros. Los ejemplares más viejos pueden ser mucho mayores, alcanzando entre 4 y 5.5 metros y pueden pesar más de 450 kg.

## Distribución
El cocodrilo de las marismas puede encontrarse en la India, Bangladés, Sri Lanka, Pakistán, Nepal, la zona sur de Irán y probablemente en Indochina. Esta es la única especie de cocodrilo que podemos encontrar en Irán y Pakistán. Es el cocodrilo más común y más extendido de las tres especies reinantes en La India, tanto que probablemente sea la más numerosa de las especies de cocodrilos (incluyendo los de agua salada) que presenta en el país (y probablemente en los países vecinos).
En 1980, la mayor población de cocodrilos salvajes de Tamil Nadu, al sur de La India, vivían en la presa de Amaravathi, y en los ríos Chinnar, Thennar y Pambar que desembocan en ella. En ese momento, se estimaba una población de 60 adultos y 37 jóvenes. La granja de cocodrilos de Amaravati, establecida allí en 1975, es la mayor granja de cocodrilos de La India. Los huevos se recogen de los nidos salvajes alrededor del perímetro de la presa para llevarlos a la granja. Allí, se mantienen unos 430 animales en cautividad. Cientos de cocodrilos adultos han sido reintroducidos desde aquí a la vida salvaje.

## Hábitat

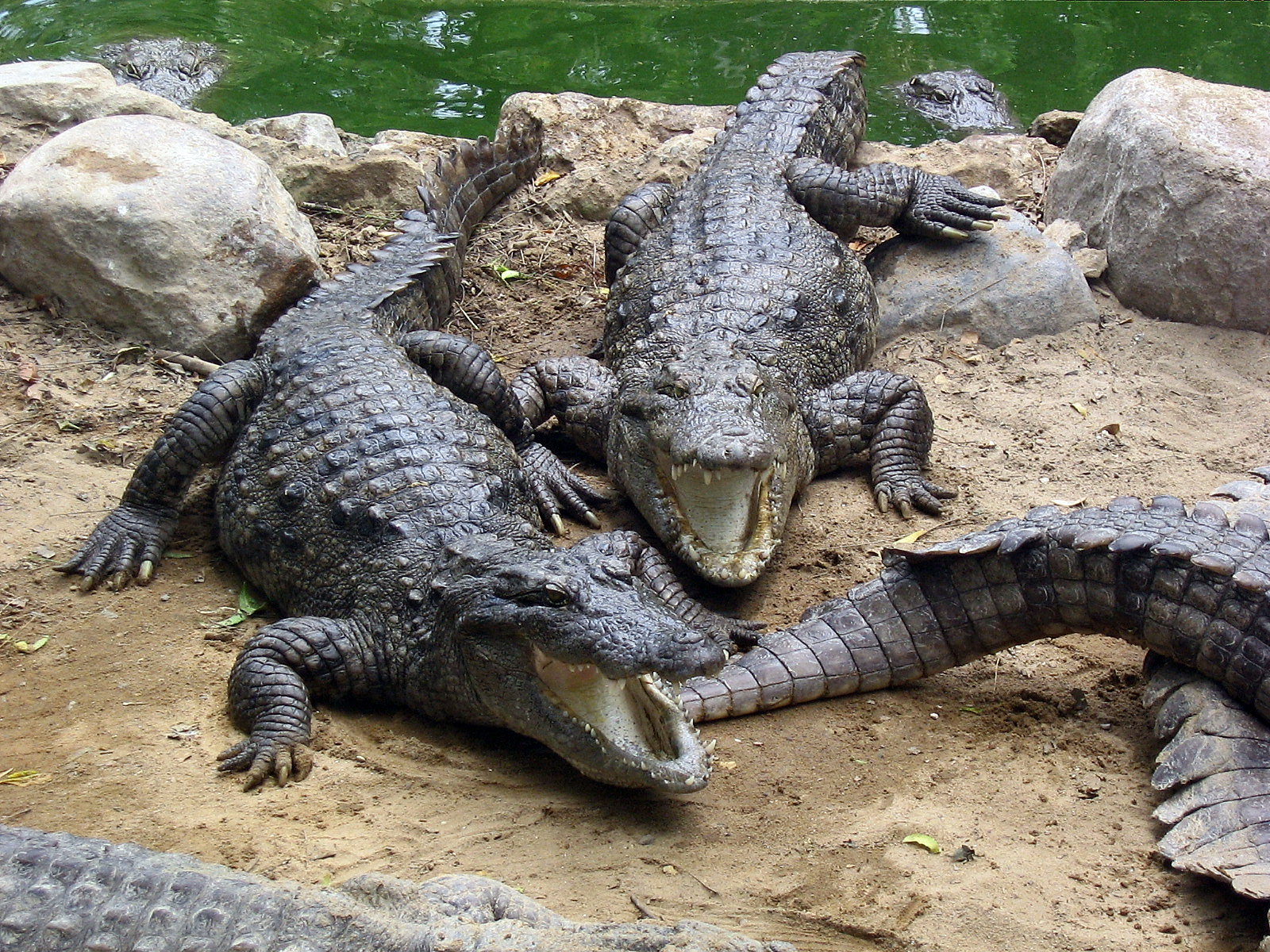
Cocodrilos de las marismas en cautividad.

En su mayoría es una especie de agua dulce, se puede encontrar en lagos, ríos y marismas. Prefieren moverse despacio en aguas poco profundas, en vez de rápidamente en áreas profundas. También es dado a prosperar en presas o canales de irrigación hechos por el hombre. Aunque prefiere el agua dulce, tienen cierta tolerancia al agua salada y ocasionalmente se los ha visto en lagunas de agua salada. Tiene cierta afinidad con el gavial en algunas zonas de La India y con el cocodrilo de agua salada en otras zonas, pero se encuentran en hábitats diferentes la mayor parte del tiempo. Está capacitado para desarrollar una vida terrestre como su primo, el cocodrilo cubano, más que otros cocodrilos, pero es ecológicamente similar al africano, el cocodrilo del Nilo. Puede desplazarse por tierra con facilidad y viajar distancias considerables en busca de un hábitat más adecuado. Puede capturar una presa en la tierra a corta distancia. En las estaciones secas suelen excavar madrigueras como refugio.

## Dieta
Siendo un reptil carnívoro, come peces, otros reptiles y pequeños mamíferos, como los monos. De hecho, la mayoría de los vertebrados que se acerquen a beber son presas potenciales que pueden ser capturadas y arrastradas al agua para, una vez ahogadas, ser devoradas. Los individuos adultos en ocasiones cazan grandes mamíferos como los ciervos, incluido el Sambar de 225 kg, y búfalos de 450 kg. A veces, compite directamente con el tigre en la caza, disputa que puede acabar de varias formas; según el tamaño y la vitalidad de los animales. Hay algunos avisos de ataques a personas y existe, al menos, un caso de muerte en Irán (un niño). Es considerada una especia peligrosa para los humanos, pero no más notoria que los enormes (pero, en La India, menos comunes) cocodrilos de agua salada.